# La Trinitat
La Trinitat település Franciaországban, Cantal megyében. Lakosainak száma 51 fő (2022. január 1.). La Trinitat Jabrun, Saint-Urcize, Laguiole és Argences-en-Aubrac községekkel határos.

## Népesség
A település népességének változása:
| Lakosok száma | 118  | 58   | 63   | 45   | 50   | 50   | 48   | 48   | 48   | 51   |
|               | 1968 | 1982 | 1990 | 2006 | 2013 | 2015 | 2017 | 2019 | 2020 | 2022 |